# Упинское староство (Тельшяйский район)
Упи́нское староство (лит. Upynos seniūnija) — одно из 11 староств Тельшяйского района, Тельшяйского уезда Литвы. Административный центр — деревня Упина.

## География
Расположено на западе Литвы, в восточной части Тельшяйского района, на Жемайтской водораздельной гряде и Средне-Жемайтском плато Жемайтской возвышенности.
Граничит с Тришкяйским староством на севере и северо-западе, Луокеским — на западе и юго-западе, Ужвентским староством Кельмеского района — на юге, Шаукенайским староством Кельмеского района — на юго-востоке, и Рауденайским староством Шяуляйского района — на востоке и севере.
Площадь Упинского староства составляет 10 903 гектар, из которых: 7 869 га занимают сельскохозяйственные угодья, 2 163 га — леса, 177 га — водная поверхность и 694 га — прочее. 
Наиболее крупными лесными массивами староства являются: Убишкес (1600 га), Сурвилу (480 га), Видсоджио (46 га), Тришкю (30 га) и Илгшилио (7 га).

## Население
Упинское староство включает в себя 32 деревни.